# Parlando
Parlando, även parlante (italienska: talande) är ett talliknande sätt att sjunga med en stavelse på varje ton, ofta i snabba recitativ i opera. Det är en ramsaliknande form av snabb sång med välformulerat uttal och intonation strikt i enlighet med rytmen. Särskilt i opera buffa (”komisk opera”) är denna stil ofta använd.
Inom området lingvistik står termen parlando för ett, särskilt under de tre senaste decennierna, i skriftspråket förekommande fenomen. Den schweiziske professorn Peter Sieber har använt parlando som beteckning för en text med typiska talspråkliga egenskaper såväl i ordval som meningsbyggnad och textstruktur. Sådana parlandotexter kan under vissa omständigheter jämföras med monologiska radiomanuskript. De är initialt lätta att förstå med bra flyt i uppläsningen, men försvårande för ett reflekterande mottagande av åhöraren.